# Раньон, Дженнифер
Дженнифер Виктория Раньон (англ. Jennifer Victoria Runyon; 1 апреля 1960, Чикаго) — американская актриса. Известна по приглашениям и второстепенным ролям в различных телесериалах. Наиболее заметны следующие её персонажи: Салли Фрэйм («Другой мир», 1981—1983), Гвендолин Пирс («Чарльз в ответе», 1984—1985), Синди Брэди («Очень Брэди Рождество», 1988). Она также сыграла небольшую роль в «Охотниках за приведениями» (1984) и была приглашённой звездой в сериалах «Беверли-Хиллз, 90210» (1991) и «Квантовый скачок» (пилотный эпизод, 1989).
В 2007 году объявила о завершении актёрской карьеры. В настоящее время проживает в Сан-Клементе, Калифорния.

## Фильмография
- 1984 — Вверх по течению — Хезер Мерривезер
- 1984 — Чарльз в ответе — Гвендолин Пирс
- 1984 — Охотники за привидениями — студентка
- 1988 — Снова 18! — Робин Моррисон